# Аноховский, Никита Андреевич
Никита Андреевич Аноховский (род. 22 марта 1999, Ярославль) — российский хоккеист, нападающий тульского АКМ. Чемпион Казахстана 2021 года.

## Биография
Родился в Ярославле 22 марта 1999 года. Начинал заниматься хоккеем в СДЮШОР «Локомотив» под руководством тренера Бориса Николаевича Пушкарёва.
В сезоне-2017/2018 стал одним из лидеров ярославского «Локо», пять раз по ходу сезона набирал по три очка за игру, оформил свой первый хет-трик в лиге в матче против «СКА-Серебряных Львов» и по итогам регулярного чемпионата стал лучшим бомбардиром ярославской молодёжной команды, в 58 матчах набрав 29 (21+29) очков, при показателе полезности «+28». В январе 2018 года Аноховский дебютировал на взрослом уровне, сыграв 13 минут за ХК «Рязань» в матче регулярного чемпионата ВХЛ против «Бурана». В сезоне 2018/2019 годов провёл две игры в составе ярославского «Локомотива» в КХЛ.
В сезоне-2022/2023 нападающий был лидером «Лады» в ВХЛ. Провёл 56 матчей и заработал 43 (22+21) очка. Форвард уже играл под руководством Леонида Тамбиева в «Сарыарке» (ВХЛ) в сезоне-2020/2021, вместе с командой стал чемпионом Казахстана 2021 года.
В сезоне-2023/2024 Никита как игрок основы «Лады» сыграл в семи матчах, забил одну шайбу. По ходу сезона перебрался в ХК «Адмирал», где сыграл 53 игры, на его счету 5 забитых шайб и 12 результативных передач.